# HMAS Torrens (1968)
HMAS Torrens (DE 53) – australijski niszczyciel eskortowy typu River.
Stępkę pod okręt położono 18 sierpnia 1965 w stoczni Cockatoo Docks and Engineering Company Propriety Limited w Sydney, okręt był wodowany 28 września 1968, jego matką chrzestną była Zara Bate. Oddany został do służby 19 stycznia 1971.
14 czerwca 1998 HMAS "Torrens" został zatopiony w ramach ćwiczeń przez okręt podwodny HMAS "Farncomb".  Film pokazujący uderzenie torpedy w okręt został wykorzystany w filmie "Pearl Harbor", a także w filmie propagandowym organizacji Hezbollah